# Starcevo, Bulgaria
Starcevo (în bulgară Старчево) este un sat în Obștina Petrici, Regiunea Blagoevgrad, Bulgaria.

## Demografie
Componența etnică a satului Starcevo
     Bulgari (81,97%)
     Nicio identificare (17,5%)
     Altele (0,51%)
La recensământul din 2011, populația satului Starcevo era de 577 locuitori. Din punct de vedere etnic, majoritatea locuitorilor (81,97%) erau bulgari. Pentru 17,5% din locuitori nu este cunoscută apartenența etnică.